# Cône (affluent du Don)
Pour les articles homonymes, voir Cône.
La Cône est une petite rivière de 28 km coulant au nord de la Loire-Atlantique. C'est un affluent rive droite du Don.

## Géographie
La Cône prend sa source dans le département de la Loire-Atlantique à Erbray, et se jette dans le Don à Jans.

## Communes traversées
La Cône traverse sept communes dans le sens amont vers aval : Erbray, Châteaubriant, Louisfert, Moisdon-la-Rivière, Saint-Vincent-des-Landes, Lusanger et Jans.

## Affluents
La Cône a six affluents référencés :
- ? 3,6 km sur la seule commune d'Erbray.
- ?, 1,5 km sur la seule commune de Saint-Vincent-des-Landes.
- les Gosselines, 4,3 km sur la seule commune de Saint-Vincent-des-Landes.
- le Bourru, 5,4 km sur les deux communes de Lusanger et Saint-Vincent-des-Landes avec deux affluents :
  - le ruisseau des Pautières, 1,7 km sur la seule commune de Saint-Vincent-des-Landes.
  - le Peray, 2,5 km sur la seule commune de Lusanger avec un affluent :
    -  ? (rd), 2,5 km sur la seule commune de Lusanger.
- l'Étang de Fondeluen, 5,7 km sur les deux communes de Derval et Lusanger.
- les Trente Roches, 5,7 km sur les quatre communes de Treffieux, Jans, Lusanger et Saint-Vincent-des-Landes.

Le rang de Strahler est donc de quatre.

## Hydrologie
La Cône traverse une seule zone hydrologique 'Le Don du Cone (C) au rua de Souzignac (NC)' (J794) de 424 km2 de superficie.